# Rikke Ibsen
Rikke Maeng Ibsen (Herning, 30 de noviembre de 1990) es una deportista danesa que compite en tiro, en la modalidad de rifle. Ganó dos medallas de oro en el Campeonato Europeo de Tiro, en los años 2022 y 2025, ambas en la prueba de rifle 3 posiciones 50 m.

## Palmarés internacional
| Campeonato Europeo | Campeonato Europeo    | Campeonato Europeo | Campeonato Europeo      |
| Año                | Lugar                 | Medalla            | Prueba                  |
| ------------------ | --------------------- | ------------------ | ----------------------- |
| 2022               | Breslavia (Polonia)   | Medalla de oro     | Rifle 3 posiciones 50 m |
| 2025               | Châteauroux (Francia) | Medalla de oro     | Rifle 3 posiciones 50 m |